# NeXTcube
NeXTcube e NeXT Computer sono workstation prodotte e vendute dalla NeXT a partire dal 1988 fino al 1993, che utilizzavano il sistema operativo NeXTSTEP. Vennero soppiantate dal NeXTstation, un sistema simile ma più economico (un NeXTcube costava $6500).

## Versioni
La prima versione, introdotta nel 1988, era chiamata NeXT Computer; utilizzava un processore Motorola 68030 ed era dotato da 8 a 16 MB di RAM, a seconda dei modelli. La seconda versione, il NeXTcube (chiamato così per la forma a cubo del case) era dotato di un processore  Motorola 68040 a 25 MHz (un ulteriore modello, NeXTcube Turbo era a 33 MHz) e da 8 fino a 64MB di RAM. Entrambe erano dotate di un monitor da 17", dotato di risoluzione massima di 1120×832 a scale di grigio; grazie ad una scheda di espansione chiamata NeXTdimension, basata su un processore Intel i860, dava al computer capacità video migliori con fino a 24 bit di colore.
Una particolarità della prima versione era l'assenza di un tradizionale disco rigido (oltre che di un lettore floppy disk), sostituito da un disco magneto-ottico.

## Utilizzo
Un NeXT Computer venne usato da Tim Berners-Lee come primo web server al mondo, oltre che per scrivere il primo browser, WorldWideWeb.